# Анела Загорська
Анєля Загорська, пол. Aniela Zagórska (*26 грудня 1881, Люблін — †30 листопада 1943, Варшава) — польська перекладачка.
Кровна родичка Джозефа Конрада (пол. Józef Teodor Konrad Korzeniowski, англ. Joseph Conrad). 
У 1923—1939 переклала майже усі його твори, за що 1929 року отримала нагороду польського ПЕН-клубу.

## Біографія
Народилась в родині хірурга Кароля-Антонія-Тадеуша Яновича Загорського (пол. Karol Antoni Tadeusz Zagórski) та Анєлії Йосипівни Унруг (пол. Aniela Zagórska z d. Unrug h. wł.), двоюрідної сестри (по лінії батька) письменника Джозефа Конрада. 
Мала молодшу сестру Кароліну (пол. Karolina Zagórska), співачку. 
Через хворобу легень переїхала до містечка Закопане. 
Впродовж 1905—1909 років читала лекції в Ягеллонському університеті Кракова. Згодом працювала домашнім вчителем. 
Її мати, Анєлія Йосипівна керувала пансіонатом «Константинівка» (пол. «Konstantynówka») в Закопане, куди в 1914 році до них навідався кузен Джозеф Конрад.
Близько 1920-го року почала перекладати твори Конрада та перебралась до Варшави.    

## Нагороди
- Золотий Хрест Заслуги (9 листопада 1932 року);[3]
- Срібний Академічний лавр (7 листопада 1936 року).[4]

## Галерея

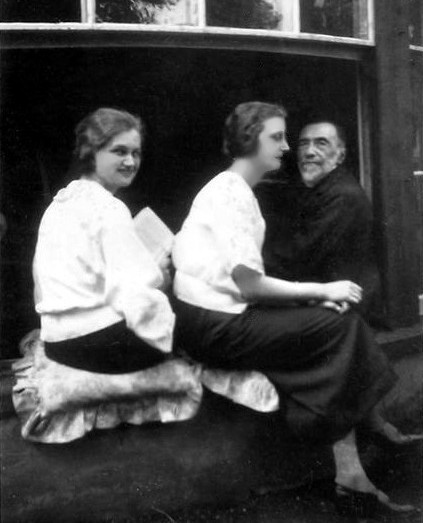
Зліва направо: Анєля Загорська, Кароля Загорська, Джозеф Конрад. 1914 рік.
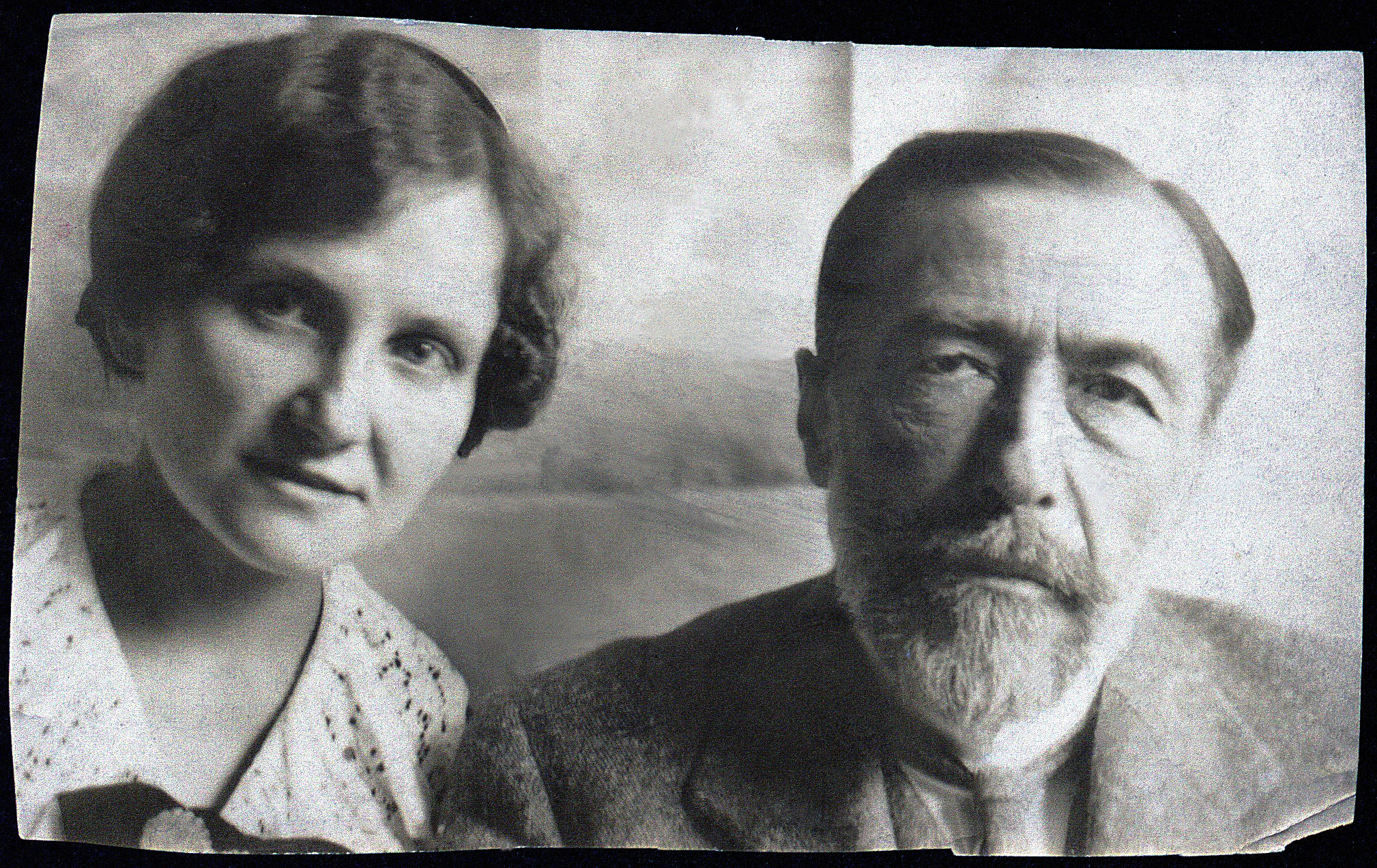
Анєля Загорська, Джозеф Конрад. 1914 рік
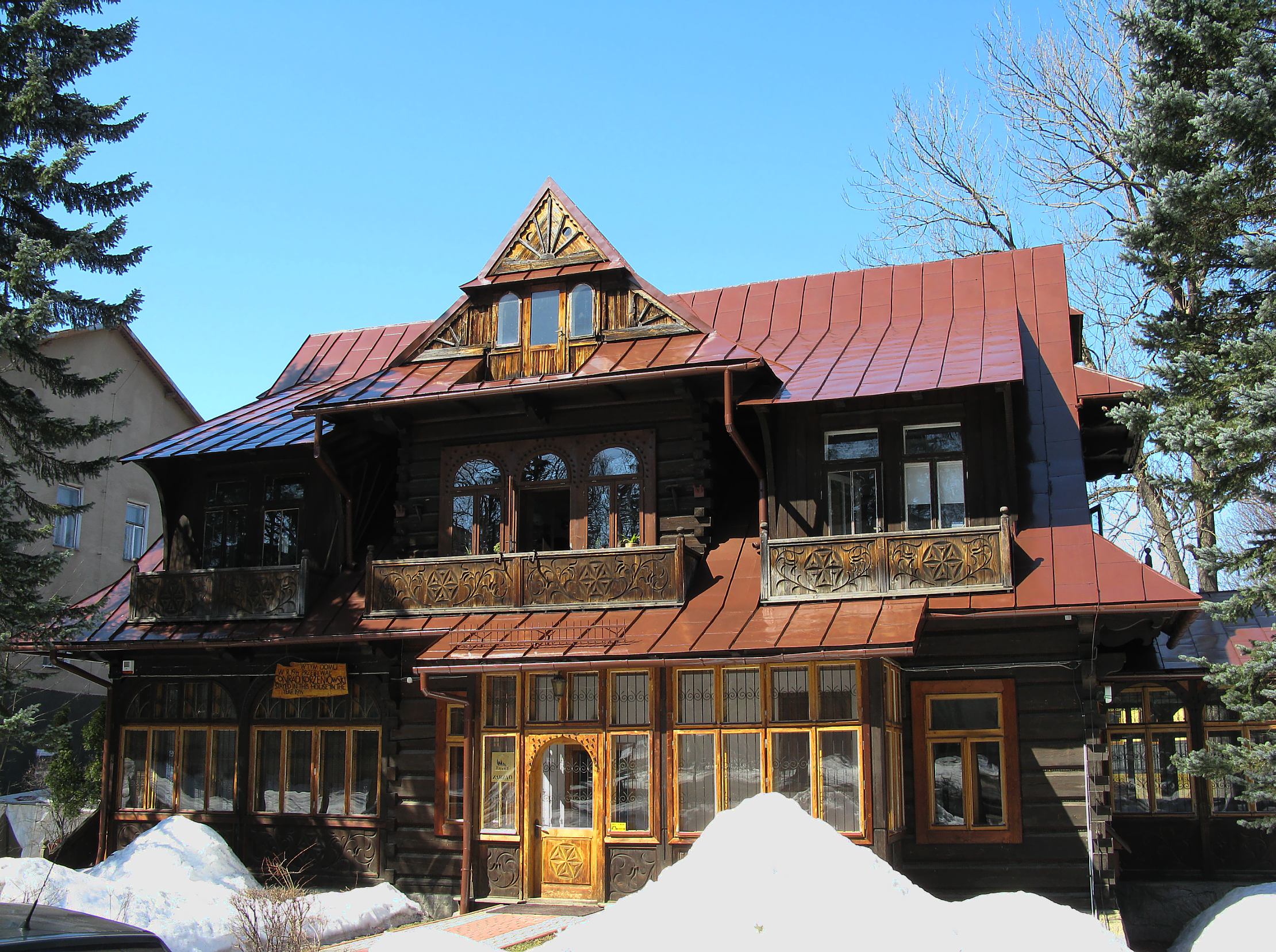
Вілла «Константинівка», в якій зупинявся Джозеф Конрад